# 仁亲
宾巴·仁钦（转写：Bjambyn Rinchen；1905年—1977年），永谢布氏（羅馬化：Yenshööbü ovogt），蒙古人民共和国作家、科学家。他是蒙古新文学奠基人之一，对蒙古学的各方面都颇有研究，尤其是语言学。

## 生平
仁钦1905年生于蒙古北部南恰克图的布尔萨莱地区。他七岁学蒙文，9岁学俄文，幼年已打下了扎实的文化知识基础。
仁钦在1922年中学毕业后到前苏联列宁格勒东方语言学院留学。他于1923年开始文学创作，作品有诗、散文、小说和剧本。他在1927年回国后任职于蒙古科学委员会。从1935年起长期在蒙古国《真理报》和《火星》、《曙光》、《科学》等杂志任主编和编委。1942年至退休任《真理报》编辑。他曾因电影剧本《朝克图台吉》获乔巴山奖金。
仁钦通晓俄语、德语、英语、法语、捷克语、波兰语、世界语和保加利亚语等多种语文，从原文翻译了《共产党宣言》、《绞刑架下的报告》等作品。其代表作为长篇小说《曙光》。

## 著作
- 20年代：《给黄色寄生虫们》
- 第二次世界大战：《真理报》
- 40年代：电影剧本《朝克图台吉》 - 荣获乔巴山奖金
- 50年代：三部曲《曙光》（1951-1955）
- 60年代和70年代：长篇历史小说《扎阿那—扎鲁岱》和《大游牧》